# Borusów
Borusów – wieś na Ukrainie w rejonie stryjskim (do 2020 roku w rejonie żydaczowskim) należącym do obwodu lwowskiego.

## Położenie
Na podstawie Słownika geograficznego Królestwa Polskiego i innych krajów słowiańskich: Borusów to wieś w powiecie bóbreckim nad rzeką Ług, 6,6 km od stacji kolejowej w Wybranówce.
Znajduje tu się przystanek kolejowy Borusów, położony na linii Lwów – Czerniowce.